# Analogue: A Hate Story
Analogue: A Hate Story ("Analog: En hat-historia"), på koreanska känt som Anallogeu (아날로그), är ett visuell roman-äventyrsspel som utvecklades av Christine Love, och som gavs ut på engelska och koreanska till Linux, Microsoft Windows och OS X den 1 februari 2012. En japanskspråkig lokalisering gavs ut den 4 december 2014.
Spelet är en uppföljare till Loves tidigare spel Digital: A Love Story; i likhet med Digital tar det upp ämnen såsom interaktion mellan människor och datorer, sociala relationer och HBTQ-frågor, men handlar också om transhumanism, traditionella äktenskap och ensamhet.

## Musik
Spelets musik komponerades av Isaac Schankler.
| 1.           | Prologue                                | 01:25 |
| 2.           | Hyun-ae (Innocence)                     | 02:51 |
| 3.           | Terminal Calm                           | 01:33 |
| 4.           | Mute (Mischief)                         | 03:43 |
| 5.           | The Reactor                             | 03:15 |
| 6.           | Terminal Intensity                      | 01:38 |
| 7.           | Hyun-ae (Cheer)                         | 01:34 |
| 8.           | Mute (Rescue)                           | 01:30 |
| 9.           | The Ryus                                | 02:58 |
| 10.          | The Smiths                              | 03:33 |
| 11.          | Hyun-ae (Damage)                        | 01:32 |
| 12.          | Mute (Feelings)                         | 01:49 |
| 13.          | Hyun-ae (Static)                        | 01:34 |
| 14.          | Mute (Entropy)                          | 01:28 |
| 15.          | Epilogue                                | 01:16 |
| 16.          | Smokescreen [bonus track]               | 03:14 |
| 17.          | Hyun-ae (Simple) [bonus track]          | 01:05 |
| 18.          | Nonanalogue [bonus track]               | 01:20 |
| 19.          | The Pale Bride of Bel-Air [bonus track] | 02:45 |
| Total längd: | Total längd:                            | 40:11 |